# Brembio
Brembio (Brémbi in dialetto lodigiano) è un comune italiano di 2 806 abitanti della provincia di Lodi in Lombardia.

## Storia
Di origine romana, appartenne al Monastero di San Pietro in Ciel d'Oro di Pavia (725), alla chiesa di Santa Maria di Lodi e, in seguito, divenne feudo di varie famiglie lodigiane.
In età napoleonica (1809-16) al comune di Brembio fu aggregata Cà del Bosco, ridivenuta autonoma con la costituzione del Regno Lombardo-Veneto e quindi aggregata definitivamente nel 1837.

### Simboli
Lo stemma e il gonfalone sono stati concessi con decreto del presidente della Repubblica del 27 giugno 1983.

#### Stemma
(Art. 4 comma 2 dello Statuto Comunale)
Il gonfalone è un drappo partito di bianco e di azzurro.

## Monumenti e luoghi d'interesse
A Monasterolo si trovano i resti di un monastero benedettino (972), ormai alterati da aggiunte successive. Furono eretti nel 1731, ad opera dei Gerolomini di Ospedaletto, la parrocchiale di Santa Maria Nascente e quello che sarebbe poi diventato Palazzo Andreani.
Al Seicento risale invece la Cascina Palazzo.

## Società

### Evoluzione demografica
Abitanti censiti

### Etnie e minoranze straniere
Al 31 dicembre 2008 gli stranieri residenti nel comune di Brembio in totale sono 324, pari al 12,40% della popolazione. Tra le nazionalità più rappresentate troviamo:
| Paese                   | Popolazione (2008) |
| ----------------------- | ------------------ |
| Albania                 | 53                 |
| Egitto                  | 43                 |
| Romania                 | 37                 |
| Marocco                 | 35                 |
| Togo                    | 27                 |
| India                   | 24                 |
| Repubblica di Macedonia | 19                 |
| Tunisia                 | 16                 |
| Perù                    | 10                 |

## Geografia antropica
Secondo lo statuto comunale, possiedono lo status di frazione le località di Cà de Folli e Cà del Parto.
Secondo l'ISTAT, il territorio comunale comprende il centro abitato di Brembio e le località di Ca' de' Folli, Ca' del Bosco, Ca' del Parto, Cascina Sabbiona, Dossi, Lovera, Loverola e Monasterolo.

## Economia
L'agricoltura è ancora attività diffusa (mais e frumento), così come l'allevamento (suini e bovini), in numerose aziende per lo più a conduzione familiare.

Non essendovi industria, è da ricordare la presenza di alcune aziende artigiane che operano nei settori meccanico ed alimentare.

## Infrastrutture e trasporti

### Strade
Brembio è posta all'incrocio di alcune strade provinciali, dirette verso Ossago, Secugnago, Zorlesco e Livraga.
Verso sud-ovest, il territorio comunale è lambito dall'Autostrada del Sole.

### Ferrovie
Il territorio comunale, lambito verso nord dalla ferrovia Milano-Bologna, è servito dalla stazione di Secugnago, raggiungibile attraverso un percorso ciclabile.
A sud del centro abitato, affiancata all'Autostrada del Sole, transita la linea ad alta velocità.

## Amministrazione
Segue un elenco delle amministrazioni locali.
| Periodo | Periodo   | Primo cittadino          | Partito | Carica  | Note |
| ------- | --------- | ------------------------ | --- | ------- | ---- |
| 1945    | ?         | Alessandro Calzari       | | Sindaco |      |
| 1946    | 1951      | Mario Baggi              | PCI-PSI | Sindaco |      |
| 1951    | 1956      | Luigi Ciofetti           | PCI-PSI | Sindaco |      |
| 1956    | 1962      | Antonio Bertoli          | DC | Sindaco |      |
| 1962    | 1970      | Attanasio Cicognini      | DC | Sindaco |      |
| 1970    | 1985      | Diego Casella            | PCI-PSI | Sindaco |      |
| 1985    | 1995      | Gianbattista Cappelletti | [[PCI] (poi Democratici di Sinistra e Rifondazione Comunista)                                                              | Sindaco |      |
| 1995    | 2004      | Angelo Cortesini         | lista civica (centro-sinistra) (Democratici di Sinistra e Rifondazione Comunista)                                          | Sindaco |      |
| 2004    | 2014      | Giuseppe Sozzi           | lista civica (centro-sinistra) (2004-2009 Democratici di Sinistra e Rifondazione Comunista, 2009-2014 Partito Democratico) | Sindaco |      |
| 2014    | 2019      | Giancarlo Rando          | lista civica (centro-sinistra) (Partito Democratico)                                                                       | Sindaco |      |
| 2019    | 2022      | Giampietro Tonani        | lista civica Cittadini in comune                                                                                           | Sindaco |      |
| 2023    | in carica | Oriana Ghidotti          | lista civica Brembio unita e solidale                                                                                      | Sindaca |      |

### Gemellaggi
Brembio è gemellata con:
- Saint-Christo-en-Jarez, dal 2004